# Мокриште
Мо́криште (болг. Мокрище) — село в Пазарджицькій області Болгарії. Входить до складу общини Пазарджик.

## Населення
За даними перепису населення 2011 року у селі проживала 1851 особа.
Національний склад населення села:
| Національність   | Кількість осіб | Відсоток |
| ---------------- | -------------- | -------- |
| болгари          | 1634           | 93,0%    |
| цигани           | 114            | 6,5%     |
| інша             | 5              | 0,3%     |
| Всього відповіли | 1757           |          |

Розподіл населення за віком у 2011 році:
Динаміка населення: